# 칠박사 의견서
칠박사 의견서(일본어: 七博士意見書 시치하쿠시이켄쇼[*])는 러일전쟁 개전 직전인 1903년(메이지 36년) 6월 10일자로 당시 총리 가츠라 타로, 외무대신 코무라 주타로에게 제출된 의견서다.
작성자는 도쿄 제국대학 교수 토미즈 히론도, 토미이 마사아키, 아오즈카 키헤이지, 타카하시 사쿠에, 카나이 노부루, 테라오 토오루, 그리고 학습원 교수 나카무라 신고였다. 이상 7인을 동대 칠박사(東大七博士) 또는 제대 칠박사(帝大七博士)라고 했다.
6월 11일 『도쿄니치니치 신문』에 일부가 게재되고 6월 24일 『도쿄아사히 신문』 4면에 전문 게재되었다. 그 내용은 카츠라 내각의 외교가 연약하다고 규탄하고, “만주와 조선을 잃으면 일본의 방위가 위태로워진다”며 러시아의 만주에서의 완전 철수를 주장, 대러 무력 강경노선의 선택을 주장한 것이었다.
이 의견서는 주전론의 주류 여론에 따른 것으로 반향도 컸지만 이토 히로부미는 “우리는 이제 선생들의 탁견이 아니라 대포의 개수로 상담을 하고 있다”며 냉담했다 한다.
칠박사 중 토미즈는 러일전쟁 말기에 배상금 30억 엔과 사할린, 연해주, 캄차카 할양을 강화조건에 포함하도록 주장하는 등 허황된 주장을 계속했기 때문에 1905년(메이지 38년) 8월 문부대신 쿠보타 유즈루에게 문관분한령을 먹고 휴직 처분되었다. 그러고도 토미즈가 카나이, 테라오와 연명하여 포츠모스 조약에 반대하는 상주문을 궁내성에 제출했기 때문에 쿠보타 교육대신은 도쿄제대 총장 야마카와 켄지로를 의원면직(依願免職)의 형태로 사실상 경질했다. 그러자 도쿄제대와 교토제대의 교수들이 대학의 자치와 학문의 자유를 침해당했다며 총사퇴를 선언, 이듬해 1월에 토미즈의 복귀가 결정되었다. 이를 토미즈 사건(戸水事件)이라 한다.

## 참고 자료
- 宮武実知子「「帝大七博士事件」をめぐる輿論と世論: メディアと学者の相利共生の事例として」マス・コミュニケーション研究70、2007年1月。